# Воля-Скоженцька
Воля-Скоженцька (пол. Wola Skorzęcka) — село в Польщі, у гміні Ґнезно Гнезненського повіту Великопольського воєводства.
Населення — 288 осіб (2011).
У 1975-1998 роках село належало до Познанського воєводства.

## Демографія
Демографічна структура станом на 31 березня 2011 року:
|          | Загалом | Допрацездатний вік | Працездатний вік | Постпрацездатний вік |
| -------- | ------- | ------------------ | ---------------- | -------------------- |
| Чоловіки | 145     | 35                 | 101              | 9                    |
| Жінки    | 143     | 34                 | 93               | 16                   |
| Разом    | 288     | 69                 | 194              | 25                   |